# Synaphris orientalis
Synaphris orientalis is een spinnensoort uit de familie Synaphridae. De soort komt voor in Turkmenistan.